# 槍獵犬
鎗獵犬（gun dog），亦被稱為獵鳥犬（bird dog），是一類發展來幫助獵人或提供休閒人士用枪械狩猎的猎犬系，通常配合狩猎鳥類。
品種依功能不同可分為五群:
| 种类                | 功能                 | 例子 | 例子       |
| ------------------- | -------------------- | ---- | ---------- |
| 指示犬（pointer）   | 指示猎物的方向       |      | 英国指标犬 |
| 蹲猎犬（setter）    | 指示猎物的方向       |      | 英国蹲猎犬 |
| 激飞犬（spaniel）   | 将猎物逼出掩护地形   |      | 英国可卡犬 |
| 寻回犬（retriever） | 拾回猎物             |      | 金毛寻回犬 |
| 水猎犬（water dog） | 在水域逼出并拾回猎物 |      | 贵宾犬     |

## 功能

### 指示犬和蹲猎犬
在狩獵的時候，這兩大系統的犬隻會找尋獵物，當發現時犬隻的動作會突然停止(波音達是前傾停止站立，雪達是趴下)以告知獵人獵物的方位

### 激飞犬
在狩獵能跑又能飛（如野雞松雞雷鳥之類）的獵物使用，活動的距離比波音達等來得離獵人近，通常在獵人霰彈槍的射程內，一旦發現獵物，激飛犬就主動的激飛牠以讓獵戶打下。
當獵物被激飛之後，激飛犬就坐下指示拾回犬獵物落下的方向以便拾回。

### 寻回犬
寻回犬主要用于取回鸟或者其它猎物并完好地找回并拾还给猎人。虽然激飞犬和其它指向犬也经常寻回猎物，而许多寻回犬也能寻找猎物，寻回犬的突出之处在于它们以无遗漏地寻回猎物作为首要功能。因此，寻回犬品种是咬合力较轻软，能不加破坏地将猎物叼回，而且喜欢讨好、学习、和服从的种类。

## 犬種列表

### 指示犬
- 英國雪達犬
- 黃金雪達犬
- 愛爾蘭紅白雪達犬
- 愛爾蘭雪達犬
- 紅雪達犬

### 多功能獵犬
- Ariege Pointer (Braque de l'Ariege)
- Bracco Italiano
- Braque du Bourbonnais (Bourbonnais pointer)
- Braque D'Auvergne
- Braque Francais
- Braque Saint-Germain
- Brittany (Epagneul Breton, formerly known as the Brittany Spaniel)
- French Brittany (Épagneul Breton, FCI standard)
- Cesky Fousek
- 德國長毛波音達犬
- 德國短毛波音達犬
- German Wirehaired Pointer
- Hungarian Vizsla
- Large Munsterlander
- 老式丹麥波音達犬
- 老式西班牙波音達犬
- 葡萄牙波音達犬
- Pudelpointer
- 施洛伐克粗毛波音達犬
- Small Munsterlander
- 西班牙波音達犬
- Spinone Italiano
- Weimaraner
- Wirehaired Pointing Griffon

### 激飛犬
- 美國可卡犬
- American Water Spaniel
- Blue Picardy Spaniel
- Boykin Spaniel
- 騎士查理王小獵犬
- Clumber Spaniel
- 英國可卡犬
- 英國史賓格犬
- Field Spaniel
- French Spaniel
- German Spaniel
- Irish Water Spaniel
- 日本狆
- 查理王小獵犬
- Pont-Audemer Spaniel
- Russian Spaniel
- Sussex Spaniel
- Welsh Springer Spaniel

### 尋回犬
尋回犬是槍獵犬的一類，它們善於為獵人尋回獵物。通常槍獵犬分為三大類：尋回犬，激飛獵犬，和指向犬。尋回犬主要用於取回鳥或者其它獵物並完好地交還給獵人。雖然獵鷸犬和其它指向犬也經常尋回獵物，而許多尋回犬也能尋找獵物，尋回犬的突出之處在於它們以無遺漏地尋回獵物作為首要功能。因此，尋回犬品種是嘴比較軟，喜歡討好、學習、和服從的種類。嘴軟是指願意不加破壞地將獵物叼回。「硬嘴」是獵犬的重要缺陷，很難糾正。硬嘴犬會將獵物變得無法展示，或者不能食用。
尋回犬的討好的習性和可訓練性使得諸如拉布拉多犬和金毛尋回犬這樣的犬種稱為導盲犬等助手犬的首選。

### 水獵犬
1. Barbet
2. 乞沙比克猎犬
3. Curly Coated Retriever
4. 英国水猎犬     绝种
5. Epagneul Pont-Audemer
6. 黃金獵犬
7. 爱尔兰水猎犬
8. 拉布拉多犬
9. Lagotto Romagnolo (a.k.a Italian Water Dog)
10. 葡萄牙水犬
11. 西班牙水獵犬
12. 標準貴賓犬
13. Tweed Water Spaniel, extinct
14. 匈牙利长毛牧羊狗
15. Wetterhoun